# Ommata cosmipes
Ommata cosmipes là một loài bọ cánh cứng trong họ Cerambycidae.